# Nahal Oz
Nahal Oz (in ebraico נַחַ"ל עֹז, letteralmente la forza di Nahal) è un kibbutz in Israele, che si trova nella parte nordoccidentale del deserto del Negev, presso il confine con la Striscia di Gaza. Situato presso le città di Sderot e Netivot, cade sotto la giurisdizione dello Sha'ar HaNegev Regional Council.

## Storia
Il kibbutz fu fondato nel 1951 e chiamato inizialmente Nahlayim Mul Aza (נחלאים מול עזה, letteralmente Soldati di fronte a Gaza). Nel 1953 divenne una comunità di civili ed oggi ha circa 100 famiglie. Nel 1997 il kibbutz ha iniziato un processo di privatizzazione.
Il corpo di artiglieria dell'Israel Defense Forces ha un M109 howitzer localizzato presso il kibbutz.